# (9612) Belgorod
(9612) Belgorod ist ein Asteroid des äußeren Hauptgürtels, der von der ukrainischen Astronomin Ljudmyla Schurawlowa am 4. September 1992 am Krim-Observatorium in Nautschnyj (IAU-Code 095) entdeckt wurde. Sichtungen des Asteroiden hatte es bereits am 26. November 1987 am Karl-Schwarzschild-Observatorium im Tautenburger Wald unter der vorläufigen Bezeichnung 1987 WR2 gegeben.
Die Sonnenumlaufbahn von (9612) Belgorod ist mit einer Exzentrizität von 0,2137 stark elliptisch.
Der Asteroid wurde am 26. Juli 2000 nach der russischen Stadt Belgorod benannt.